# كولتشث اند غلزبوري (تشيشير)
كولتشث اند غلزبوري (بالإنجليزية: Culcheth and Glazebury)‏ هي قرية وأبرشية مدنية تقع في المملكة المتحدة في شمال غرب إنجلترا. يقدر عدد سكانها بـ 8,534 نسمة .